# Neallogaster ornata
Neallogaster ornata är en trollsländeart som beskrevs av Syoziro Asahina 1982. Neallogaster ornata ingår i släktet Neallogaster och familjen kungstrollsländor. IUCN kategoriserar arten globalt som nära hotad. Inga underarter finns listade i Catalogue of Life.